# Ana Palencia
Ana Palencia   (Viladecans, 1967) és directora de comunicació d'Unilever.
Llicenciada en ciències químiques especialitzada en bioquímica, el 1994 va començar a treballar al departament d'investigació i desenvolupament d'Unilever. Des del 2006 és la directora de comunicació corporativa i sostenibilitat de l'empresa. El 2019 va publicar en castellà el llibre Sostenibilidad con propósito. Hacer el bien, haciéndolo bien. El 2025 era assessora de l'escola de negocis EAE i membre del patronat de la UPF-BSM. Va formar part de la llista de les 100 dones més influents de Catalunya del 2025 segons la revista Forbes.